# Jan van Coninxloo

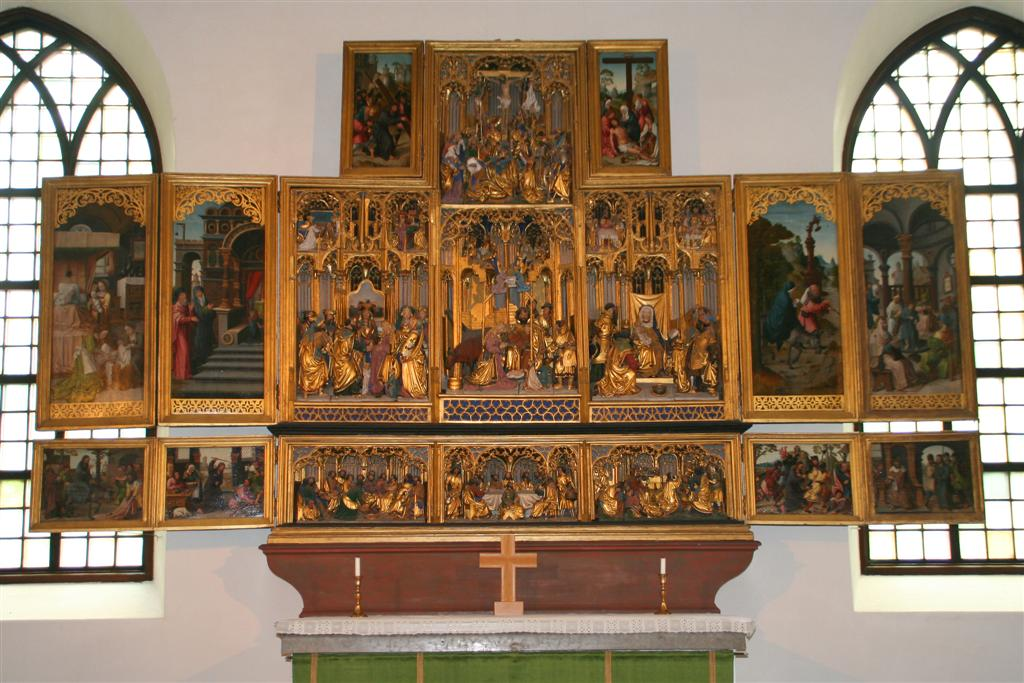
Retabel in de kerk van Jäder in Södermanland, Zweden. Schilderwerk Jan van Coninxloo, polychromie door Jan van Wavere, beeldhouwwerk door Jan Borman.

Jan van Coninxloo of van Coninxlo, ook gekend als Jan II van Coninxloo (Brussel, 1489 - ?) was een Brabants schilder die men kan onderbrengen bij de late Vlaamse Primitieven. Naast een gesigneerd en gedateerd werk, de Sint-Annatriptiek uit 1546, zijn nog een aantal werken met vrij grote zekerheid aan hem toe te schrijven. Hij was aanvankelijk actief bij de productie van retabels voor de export naar de Scandinavische landen en later met opdrachten voor lokale kloosters. Jan II werkte in een stijl die aansluit bij het werk van Bernard van Orley, maar hij heeft zijn eigen accenten en is vrij eenvoudig van zijn tijdgenoten te onderscheiden. Zijn stijl is voor zijn tijd vrij ouderwets te noemen hoewel hij toch nieuwe renaissance elementen in zijn schilderijen verwerkte.

## Biografie
Zijn geboortejaar 1489 is afgeleid uit een verhoor na zijn arrestatie voor het bijwonen van een luthers sermoen in 1527 waaruit blijkt dat hij toen 38 jaar oud was: "Jan van Conicxloo scilder gehoudt synde ende oudt xxxviij jaren oft daer ontren". Hij was toen gehuwd met een Lysbeth (Elisabeth) en had twee zoons, Peeter en Hans, die eveneens schilder waren en later werden ingeschreven bij het Lucas-gilde in Antwerpen, respectievelijk in 1544 en 1551.
De talrijke leden van de familie Van Coninxloo worden soms door elkaar gehaald. Zo kan men in de literatuur terugvinden dat Jan van Coninxloo lid werd van het Sint-Lucasgilde in Antwerpen, maar dit was niet Jan maar Hans Janszone, zoals blijkt uit de archieven van 1555 over het verkrijgen van het burgerschap in Antwerpen. Jan of Jan II bleef zijn hele leven voor opdrachtgevers in Brussel en de nabije omgeving werken. Hij was actief tot 1561 of later, want een triptiek op dat jaar gedateerd kan aan hem worden toegeschreven.

## Werken

### De triptieken van het klooster van Groot-Bijgaarden
Voor een uitvoerige beschrijving hiervan zie Frank van der Ploeg.
- Triptiek met de legende van de H. Anna; 1546, gesigneerd werk; Brussel, Koninklijke Musea voor Schone Kunsten, inv. 338. Geschilderd in opdracht van Anthonine de Locquenghien die als opdrachtgeefster is weergegeven met haar patroon de H. Antonius op de buitenzijde van het rechterluik.[6]
  - middenluik: de Heilige Maagschap.
  - rechterluik: Dood van H. Anna, keerzijde: schenkster en H. Antonius.
  - linkerluik: Joachims offer afgewezen, keerzijde, Anna te Drieën.
- Drieluik met taferelen uit het leven van Johannes de Doper, 1558,[7] Amsterdam, Rijksmuseum. Geschilderd in opdracht van Berbel van der Noot wier portret als stichteres is geschilderd op de buitenzijde van het rechterluik met haar patroonheilige Barbara.[7]
  - linkerluik buitenzijde: Johannes de Doper wijzend naar het Lam Gods; binnenzijde: de prediking van Johannes de Doper.
  - rechterluik buitenzijde: De schenkster met de H. Barbara; binnenzijde: de doop van Christus in de Jordaan.
- Mariatriptiek, 1561, opdrachtgeefster Marie Brant; huidige eigenaar onbekend.
  - buitenzijde: een Annunciatie verdeeld over de twee panelen, links de engel Gabriël en rechts de Heilige Maagd.
  - middenpaneel: Madonna van smarten, in de medaillons rondom haar zijn de zeven smarten van Maria afgebeeld.
  - binnenzijde rechts: stichteres Marie Brant.
  - binnenzijde links: de Presentatie van Maria.
- Triptiek met het leven van de heilige Benedictus, Brussel, Koninklijke Musea voor Schone Kunsten, inv. 362. De toeschrijving aan Jan van Coninxloo is onzeker, misschien is het werk van een medewerker.[8]
  - middenpaneel : de bouw van het Abdij van Montecassino en het Mirakel van de door de Duivel bezeten Steen met op de achtergrond taferelen uit het leven van de heilige Benedictus
  - buitenzijde linkerluik : de heilige Benedictus; binnenzijde: St. Benedictus ontmoet Broeder Romanus;
  - buitenzijde rechterluik : Schenkster met de heilige Barbara; binnenzijde: St. Benedictus geneest een ziek kind.

### Andere werken
- Luiken van een retabel; Brussel, Koninklijke Musea voor Schone Kunsten. 
  - linkerluik van een retabel. Voorzijde : Jezus tussen de schriftgeleerden ; keerzijde : De Vermenigvuldiging van de broden; inv.342
  - rechterluik van een retabel. Voorzijde : De Bruiloft te Kana ; keerzijden : De vermenigvuldiging der broden; inv.341
- Taferelen uit het leven van de H. Maagd, 1541-1560, Vorst, Sint-Denijskerk.
- Retabel van Sint-Anna (beeldhouwer onbekend); Uppsala, Kathedraal van Uppsala, kapel van Sture
- Retabel met de verheerlijking van Maria (beeldhouwer onbekend); Vadstena, Kerk
- Retabel met de verheerlijking van Maria (beeldhouwer Jan Borreman); 1520-1525, Sale, Kerk
- Retabel; 1514 (gesigneerd en gedateerd), Jäder (Zweden), Kerk (Jäder), 
  - Maria, Maria Magdalena en Johannes de Doper (deel van de buitenzijde van de rechtervleugel van de predella van een veelluik)
  - Acht knielende stichteressen (deel van de buitenzijde van de rechtervleugel van de predella van een veelluik)
  - Christus voor Pilatus; (deel van de buitenzijde van de rechtervleugel van de predella van een veelluik)
- Twee luiken van een triptiek, ca. 1545, (gesigneerd); Rouen, Musée des Beaux-Arts. Deze triptiek was afkomstig uit het klooster van de Benedictinessen van Bellefond
  - linkerluik binnenzijde: Presentatie in de Tempel, buitenzijde: Johannes de Doper met stichter
  - rechterluik binnenzijde: Christus neemt afscheid van zijn moeder, buitenzijde: schenkster met Catharina van Alexandrië
- Het huwelijk van de Heilige Maagd, Parijs, Musée du Louvre